# Montagne (Tre Ville)
Montagne (Le Montàgne in dialetto trentino) è una frazione di 233 abitanti del comune italiano di Tre Ville in provincia di Trento; è stato comune autonomo fino al 31 dicembre 2015, dopodiché è confluito nel nuovo ente formato dall'unione con Preore e Ragoli.
Si trattava di un comune sparso in quanto la sede comunale era posta nell'abitato di Larzana, mentre ora le sue ex frazioni sono località che insieme formano la frazione Montagne nel comune di Tre Ville.
Fa parte della Comunità delle Regole di Spinale e Manez.

## Storia

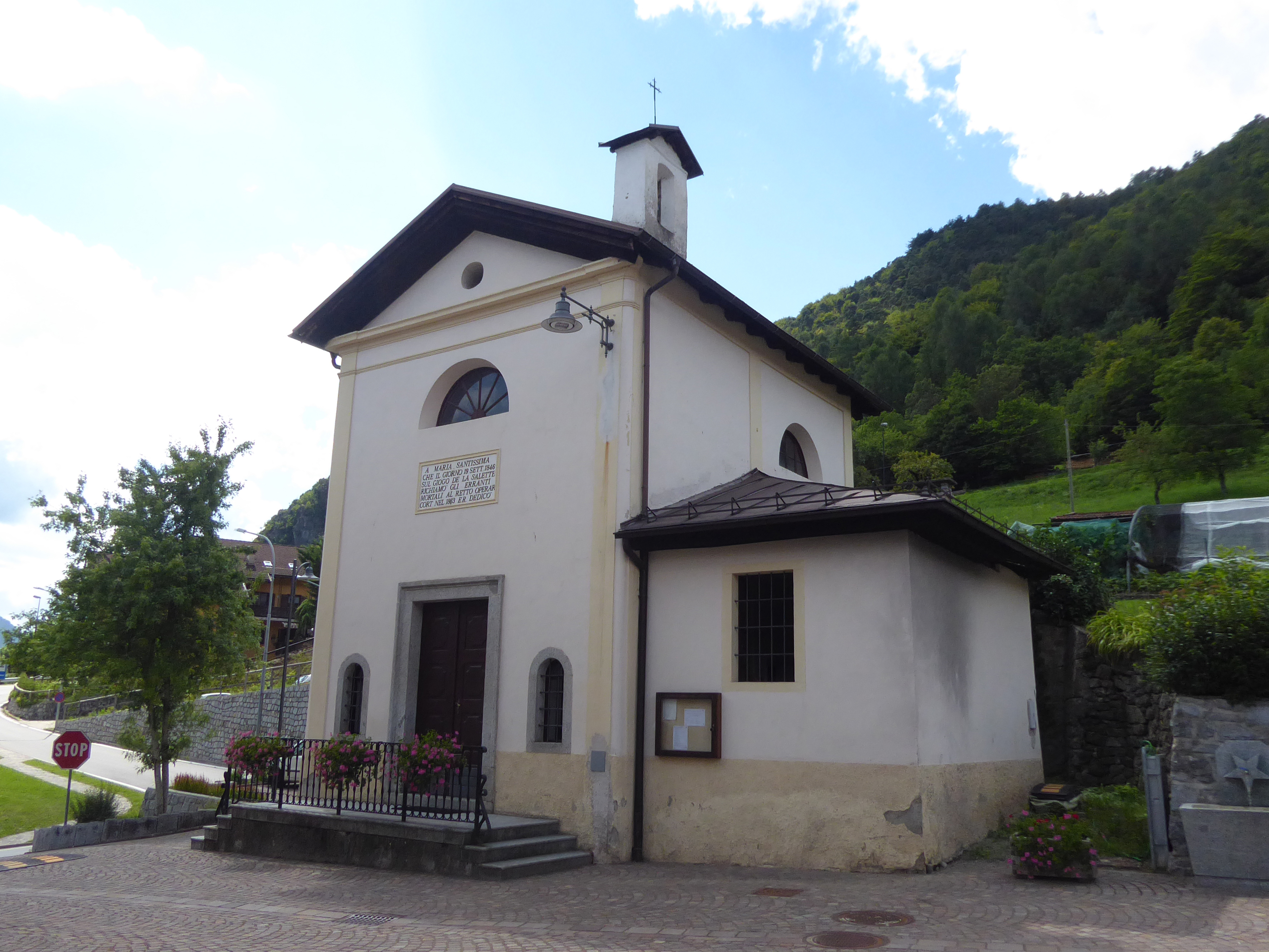
La chiesetta della Madonna de la Salette a Cort

### Simboli
Lo stemma e il gonfalone del comune di Montagne erano stati approvati con D.G.P. del 21 marzo 1986, n. 1817.
Gonfalone

## Amministrazione

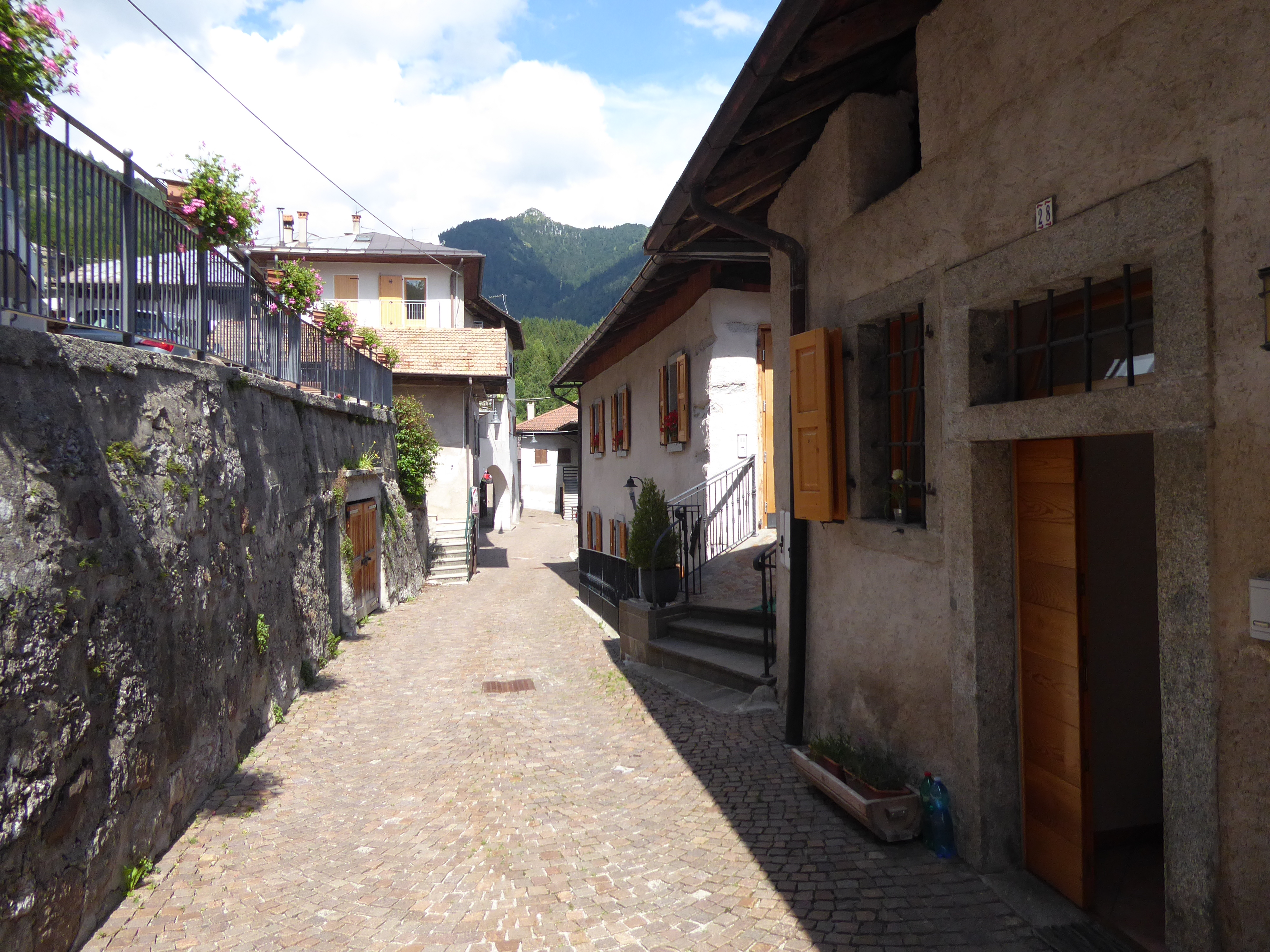
Scorcio della frazione di Binio

## Note

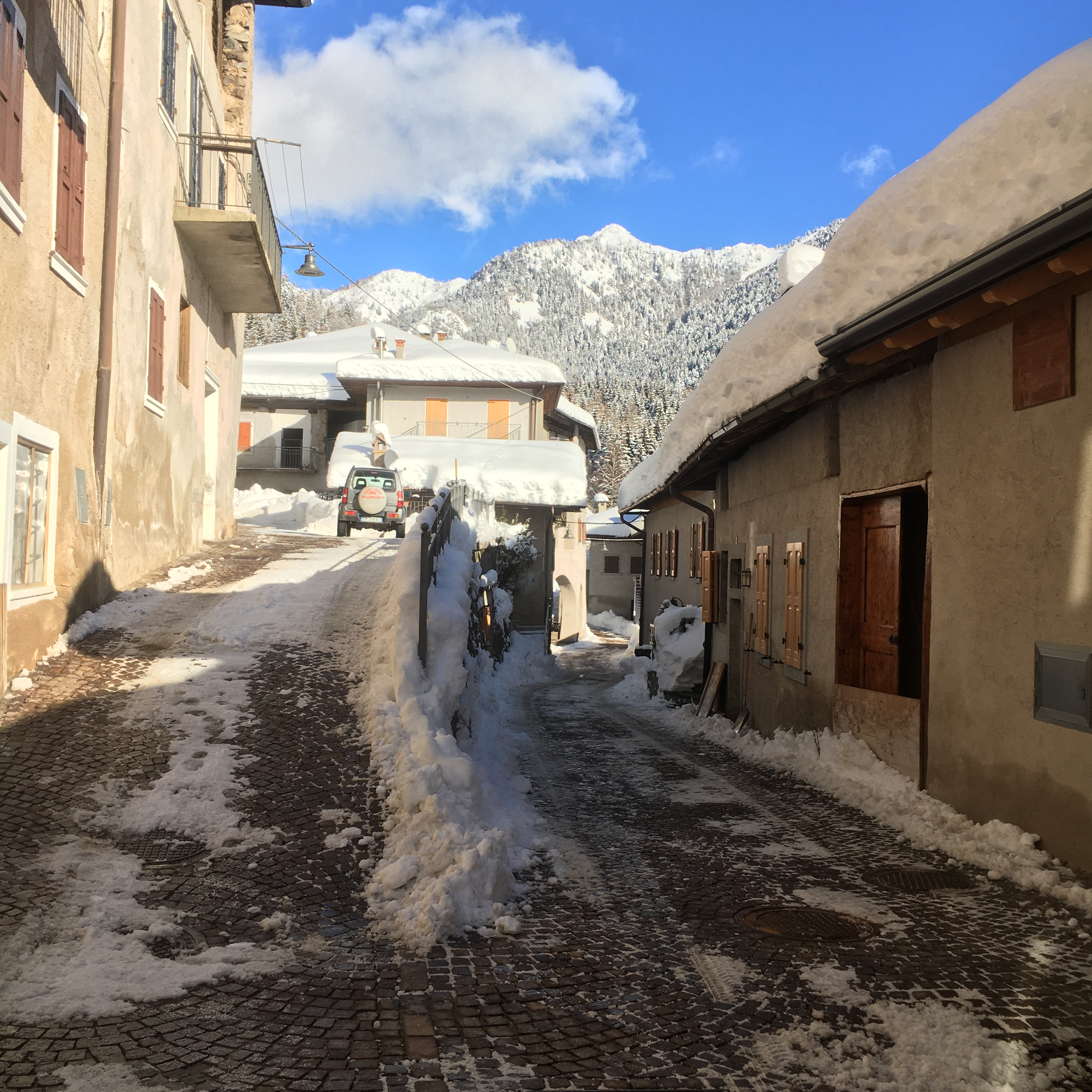
Abitato di Binio.

## Società

### Evoluzione demografica
Abitanti censiti